# Qiu Ti
Qiu Ti O Qiu Di, en chino: 丘堤; (China, 1906 –  1958) fue una pintora modernista china especializada en la técnica de pintura al óleo. Ella y su marido, Pang Xunqin, fundaron la Sociedad Juelan (Tormenta), una organización con la misión de extender el desarrollo de arte moderno occidental en China durante los años 1930s.

## Trayectoria
En 1930, Qiu Ti regresó a China y empezó utilizar técnicas de pintura que había aprendido en Japón. Estas técnicas de Japón fueron consideradas post-impresionistas. Qiu Ti mezcló las técnicas del  posimpresionismo, las técnicas del arte de Japón y otros estilos de arte específicos de China para crear su estilo de arte propio, un estilo de arte moderno, desafiante con los conceptos conservadores, y motivado por un espíritu libre.
La mayoría de la obra de arte de Qiu Ti  que nos ha llegado son pinturas al óleo de paisajes o bodegón. En estas pinturas, la aplicación de la pintura es más precisa que  pueda parecer por la soltura de sus pinceladas. Las sombras, diferentes según el color utilizado, contribuye a formalizar pinturas más realistas a la vez que utilizan una técnica simplificada y ligera al mismo tiempo. Tomando la inspiración de técnicas post-impresionistas, sus pinceladas "rotas", con trazos cortos y casi redondos, están pintadas en un ángulo diagonal. La manera en que Qiu Ti pintó la tierra media, los paisajes de su región, en sus obras de arte tiene una composición que era utilizada habitualmente en pinturas de paisaje chinas tradicionales. La mezcla de las técnicas de pinceladas "rotas" occidentales y la composición de paisaje china era el estilo de pintura que Qiu Ti deseó formalizar. En aquellos años de 1930s Qiu Ti fue una pintora pionera al mezclar las técnicas de arte occidentales con las técnicas chinas de arte, caligrafía china y pintura.
El bodegón que Qiu Ti pintó es como una casa común aleatoria que se convierte en objeto puesto a la mirada del observador casual. Los elementos pintados son una representación del entorno doméstico de Qiu Ti y de su identidad como mujer en la China moderna. Su obra de arte consta de vida propia y está afectada por la expectativa de las mujeres de China en el mundo. Qiu Ti falleció en 1958.

## Obras
Hoy, la obra de arte de Qiu Ti  está siendo subastada y ha sido exitosamente subastado en los años pasados. Los precios de su obra de arte pueden variar de 27.582 a 877.682 dólares según la técnica utilizada y el tamaño de la obra de arte. En 2002, una de sus obras de arte, titulada Los crisantemos salvajes fue vendida en Pekín en una subasta por un precio de 877.682 dólares.
Hay obras de Qiu Ti en diversas instituciones de todo el mundo, como la sala Sotheby's y el Museo de la Ciudad Prohibida entre otros.